# Bathythrix sericeifrons
Bathythrix sericeifrons là một loài tò vò trong họ Ichneumonidae.